# Плежер-Бенд (Луїзіана)
Плежер-Бенд (англ. Pleasure Bend) — переписна місцевість (CDP) в США, в окрузі Сент-Джон-Баптист штату Луїзіана. Населення — 212 особи (2020).

## Географія
Плежер-Бенд розташований за координатами 29°55′20″ пн. ш. 90°38′28″ зх. д. / 29.92222° пн. ш. 90.64111° зх. д. (29.922091, -90.641206).  За даними Бюро перепису населення США в 2010 році переписна місцевість мала площу 10,95 км², з яких 10,73 км² — суходіл та 0,22 км² — водойми.

## Демографія
Згідно з переписом 2010 року, у переписній місцевості мешкало 250 осіб у 112 домогосподарствах у складі 73 родин. Густота населення становила 23 особи/км².  Було 180 помешкань (16/км²).
Расовий склад населення:
| - 96,8 % — білих - 2,4 % — чорних або афроамериканців - 0,4 % — корінних американців |

До двох чи більше рас належало 0,4 %. Частка іспаномовних становила 3,2 % від усіх жителів.
За віковим діапазоном населення розподілялося таким чином: 17,6 % — особи молодші 18 років, 69,2 % — особи у віці 18—64 років, 13,2 % — особи у віці 65 років та старші. Медіана віку мешканця становила 47,6 року. На 100 осіб жіночої статі у переписній місцевості припадало 98,4 чоловіків;  на 100 жінок у віці від 18 років та старших — 102,0 чоловіків також старших 18 років.
Середній дохід на одне домашнє господарство  становив 39 254 долари США (медіана — 43 750), а середній дохід на одну сім'ю — 49 948 доларів (медіана — 46 471). Медіана доходів становила 37 500 доларів для чоловіків та 23 889 доларів для жінок. За межею бідності перебувало 16,7 % осіб, у тому числі 12,2 % дітей у віці до 18 років та 28,3 % осіб у віці 65 років та старших.
Цивільне працевлаштоване населення становило 164 особи. Основні галузі зайнятості: виробництво — 36,0 %, роздрібна торгівля — 32,9 %, транспорт — 8,5 %, науковці, спеціалісти, менеджери — 8,5 %.